# Bohdan Pomahač

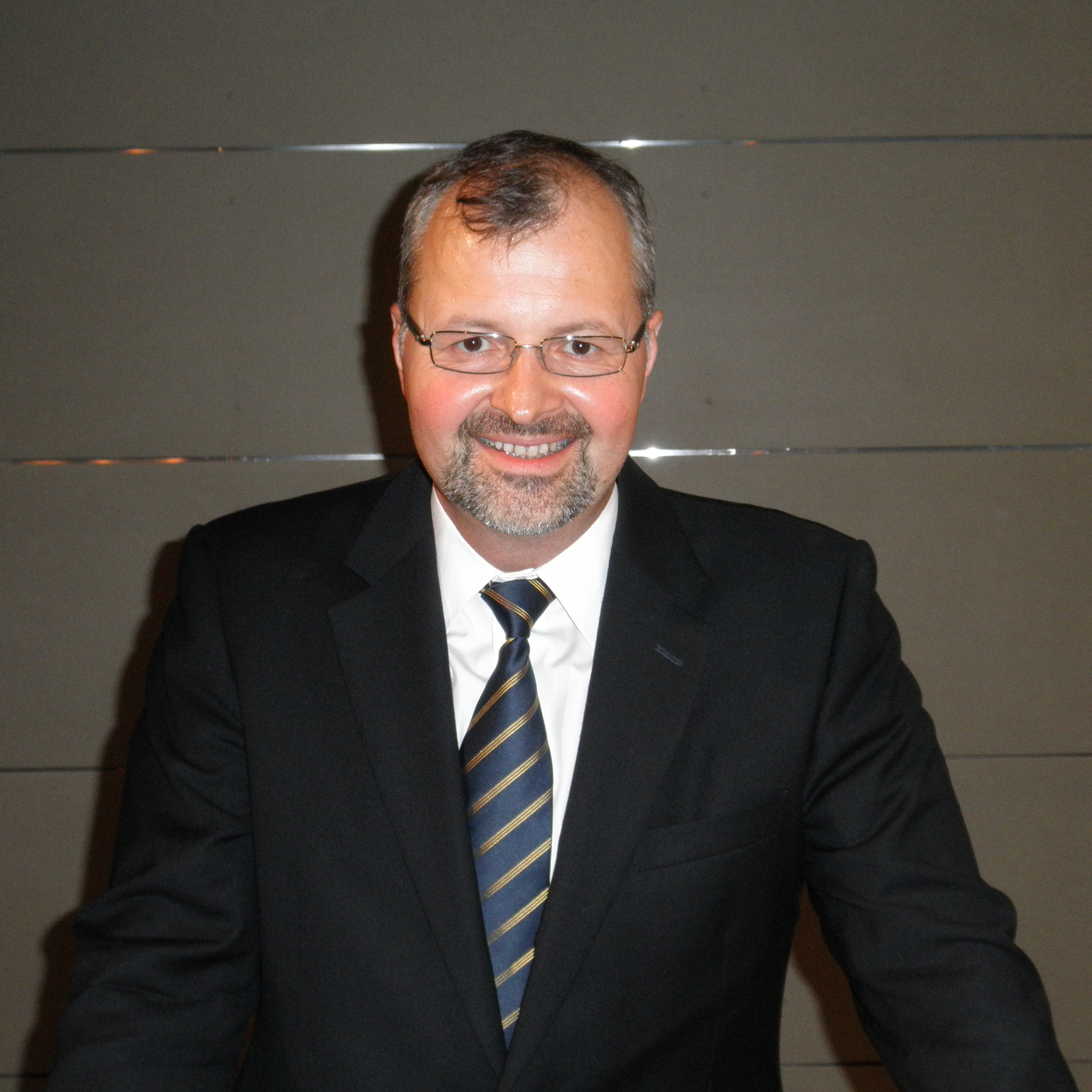

Bohdan Pomahač (ur. 8 marca 1971 w Ostrawie) – czeski chirurg plastyczny.
W roku 2011 przewodniczył zespołowi lekarzy przeprowadzającemu pierwsze przeszczepienie twarzy w Stanach Zjednoczonych.